# Ciclo mitológico irlandês
O ciclo mitológico irlandês é um termo cunhado um pouco desatualizado ainda usado para se referir coletivamente a uma antiga tradição literária envolvendo os povos divinos que supostamente chegaram em cinco invasões migratórias na Irlanda e principalmente narra os feitos do Tuatha Dé Danann.
Ele faz parte dos quatro grandes ciclos do início da tradição literária da Irlanda, sendo os outros: o Ciclo do Ulster, o Ciclo Feniano e o Ciclo histórico também conhecido como Ciclo dos Reis.

## Visão geral
Os personagens que aparecem neste ciclo são, essencialmente, deuses pagãos do período pré-cristão da Irlanda. Os comentaristas tinham porém, a cautela, de qualificá-los como representando apenas seres "divinos", e não como deuses. Isso ocorreu porque os copistas cristãos que compuseram os escritos tinham geralmente (mas nem sempre) o cuidado de não se referir aos Tuatha Dé Danann e outros seres mitológicos como divindades. Os disfarces no entanto, foram velados e esses escritos contêm vestígios visíveis da cosmologia politeísta inicial irlandesa.
Exemplos de obras do ciclo incluem inúmeros contos em prosa, em versos, textos, bem como crônicas pseudo-históricas (principalmente o Lebor Gabála Érenn, comumente chamado de O Livro das Invasões) encontrados em manuscritos medievais de velino ou cópias posteriores. Alguns dos romances são de composição mais tardia e encontrados somente em manuscritos de papel que datam por vezes próximo era moderna (Cath Maige Tuired e O Destino dos Filhos de Tuireann).
Histórias mais recentes, como os Anais dos Quatro Mestres e A História da Irlanda de Geoffrey Keating (ou Seathrún Céitinn, Foras Feasa ar Éirinn) também são considerados, por vezes, fontes viáveis, uma vez que elas podem oferecer insights adicionais com suas versões anotadas e interpoladas dos textos do 'Lebor Gabála Érenn.
Transmitida oralmente estes contos folclóricos também podem ser, em um sentido amplo, considerados materiais do Ciclo Mitológico, nomeadamente, os contos folclóricos que descrevem o encontro de Cian com a filha de Balor ao tentar recuperar a vaca Glas Gaibhnenn.
Os povos divinos das sucessivas invasões são descritos como evemerismo, ou seja, como tendo habitado a ilha e governando a Irlanda antes da idade de homens mortais (os Milesianos, e seus descendentes). Em seguida, os Tuatha Dé Danann se recolheram ao Sídhe (montes das fadas), ocultando a sua presença através do aumento da féth fiada (névoa mágica). Depois desaparecerem, as divindades, muitas vezes, fizeram aparições em narrativas de outros ciclos. (Por exemplo, Lugh apareceu como o pai divino e Morrígan como nêmesis do herói de Ulster Cuchulainn)

## Retalhos tardios
As divindades evemerizadas chegaram em cinco ondas de migrações, mas nenhum conto sobre estas ondas sobreviveu intacto. Somente de forma residual soubemos dessas ocorrências que foram resumidas através do Lebor Gabála Érenn (O Livro das Invasões). Além deste temos o conto de Tuan mac Cairill e o colóquio de Fintan mac Bóchra. Tuan e Fintan são seres Antediluvianos, que reencarnaram em criaturas diferentes e referidos no Lebor Gabála Érenn.
Dos contos de batalha, as narrativas da Primeira e da Segunda Batalha de Moytura (Batalhas de Mag Tuired) sobreviveram em manuscritos relativamente tardios, do Século XVI. Outros contos de batalhas importantes, como o Cath Tailten (Batalha de Tailtiu) ou Orgain Tuir Chonaind (Massacre da Torre de Conan) foram perdidos, embora abstraído no Lebor Gabála Érenn.
O romance Oidheadh Chloinne Tuireann ("O Destino dos Filhos de Tuireann") conta como Lugh cobra os filhos de Tuireann pelo assassinato de seu pai Cian, obrigando-os a recolher uma série de objetos mágicos e armas que serão úteis na segunda batalha de Mag Tuired contra os Fomorianos. Uma versão anterior a esta está registrado no Lebor Gabála Érenn, com uma listagem diferente dos objetos a serem resgatados, sem a indicação de que o assassinato aconteceu na véspera da grande batalha
No Oidheadh Chloinne Lir ("O destino dos Filhos de Lir"), as crianças são transformadas em cisnes por sua madrasta ciumenta, e vivem em forma de cisne com achegada dos cristãos, quando são convertidos, transformam-se novamente em sua forma humana, e morrem de velhice extrema.
O Tochmarc Etaine ("A corte de Etain") Conta a vida de Aengus desde sua concepção através do adultério de Dagda e Boann, mostra como Aengus ganhou o palácio  Brú na Bóinne do marido de Boann, Elcmar. Fala das várias vidas de Etain, esposa de Midir, que se transforma em uma mosca e expulsa por ciúmes a primeira esposa de Midir,  Fuamnach. E como Etain torna-se a companheira de Aengus em forma de inseto antes de Fuamnach mais uma vez leva-la para longe, mostra como ela foi engolida por uma mulher mortal e renasceu como sua filha. Sua beleza atraiu a atenção do Grande Rei, Eochaid Airem, que se casou com ela, mas, perdeu-a pelas magias e truques de Midir.
Há também um conto sobre Goídel Glas, o antepassado lendário das raças migratórios e criador da língua gaélica, como ele foi curado pela vara de Moisés de uma picada de cobra, relacionado no Lebor Gabála Érenn, embora Macalister afirmasse que foi ficção feita por glosadores